# NGC 497
NGC 497 is een balkspiraalstelsel in het sterrenbeeld Walvis. Het hemelobject ligt ongeveer 339 miljoen lichtjaar van de Aarde verwijderd en werd op 6 november 1882 ontdekt door de Franse astronoom Édouard Jean-Marie Stephan.

## Synoniemen
- PGC 4992
- UGC 915
- MCG 0-4-100
- ZWG 385.85
- Arp 8